# Văn Vũ
Văn Vũ là một xã thuộc huyện Na Rì, tỉnh Bắc Kạn, Việt Nam.

## Địa lý
Xã Văn Vũ nằm ở phía bắc huyện Na Rì, có vị trí địa lý:
- Phía đông giáp tỉnh Lạng Sơn
- Phía tây giáp huyện Ngân Sơn và xã Văn Lang
- Phía nam giáp thị trấn Yến Lạc và xã Cường Lợi
- Phía bắc giáp huyện Ngân Sơn.

Xã Văn Vũ có diện tích 90,19 km², dân số năm 2019 là 2.680 người, mật độ dân số đạt 30 người/km².
Văn Vũ có tuyến đường liên xã nối đến quốc lộ 3B ở xã Cường Lợi. Trên địa bàn xã có khá nhiều khe suối lớn nhỏ như Bản Poi, Khuổi Rịa, khuổi Tàn, khuổi Hủ, khuổi Mụ.

## Lịch sử
Địa bàn xã Văn Vũ hiện nay trước đây vốn là xã Vũ Loan và phần lớn xã Văn Học cũ.
Xã Vũ Loan được đổi tên từ xã Văn Vũ và xã Văn Học được đổi tên từ xã Tân Thành vào ngày 12 tháng 5 năm 1964 theo Quyết định số 150-NV của Bộ Nội vụ.
Trước khi sáp nhập, xã Vũ Loan có diện tích 79,63 km², dân số là 1.828 người, mật độ dân số đạt 23 người/km², có 15 thôn: Thôm Eng, Nặm Slặc, Khuổi Tàn, Khuổi Phầy, Pác Thôm, Thôm Khon, Chang Ngoà, Nà Chia, Nà Deng, Thôm Khinh, Khuổi Vạc, Đăng, Pò Duốc, Nà Quáng, Khuổi Mụ. Xã Văn Học có diện tích 14,50 km², dân số là 1.011 người, mật độ dân số đạt 70 người/km², có 8 thôn: Nà Ca, Pò Phjeo, Thôm Bả, Pò Slản, Pò Lái, Pò Cạu, Nà Tát, Nà Cằm.
Ngày 10 tháng 1 năm 2020, Ủy ban Thường vụ Quốc hội ban hành Nghị quyết số 855/NQ-UBTVQH14 về việc sắp xếp các đơn vị hành chính cấp xã thuộc tỉnh Bắc Kạn (nghị quyết có hiệu lực từ ngày 1 tháng 2 năm 2020). Theo đó, sáp nhập toàn bộ 10,56 km² diện tích tự nhiên và 852 người thuộc 7 thôn: Nà Ca, Pò Pheo, Thôm Bả, Pò Rản, Pò Lải, Pò Cạu, Nà Cằm của xã Văn Học vừa giải thể và xã Vũ Loan thành xã Văn Vũ.